# FC Barcelona (Futsal)
Der FC Barcelona Futsal ist die Futsalsparte des FC Barcelona. Der Klub spielt in der División de Honor de Fútbol Sala, der höchsten Futsalliga Spaniens, und gilt mit drei gewonnenen UEFA-Champions-League-Titeln als eine der besten Mannschaften in Europa.

## Geschichte
Das Team wurde 1986 gegründet und wird seit 14. September 2006 auf Profiebene unterhalten. Bis auf fünf Spielzeiten in der División de Honor de Fútbol Sala gehörte der Klub immer der erstklassigen División de Honor an. In der Saison 2010/11 gewann die Mannschaft erstmals die spanische Futsalmeisterschaft. Auf europäischer Ebene konnte der Verein, viermal den Titel in der UEFA-Futsal-Champions League (bis 2017/18: UEFA-Futsal-Cup) gewinnen, zuletzt 2022. Auch im Jahr 2021 stand man in Zadar im Champions-League-Finale, musste sich jedoch Sporting Lissabon geschlagen geben.

## Erfolge

### International
- FIFA Futsal-Weltpokal: drittplatziert: 2016, 2018
- UEFA-Futsal-Champions League: 2011/12, 2013/14, 2019/20, 2021/22

### National
- División de Honor de Fútbol Sala: 2010/11, 2011/12, 2012/13, 2018/19, 2020/21

- Copa del Rey de Futsal:  2010/11, 2011/12, 2012/13, 2013/14, 2017/18, 2018/19, 2019/20
- Copa de España: 1988/89
- Europapokal der Pokalsieger: 1989/90

## Kader
| Nr. | Name                             | Position            |           |
| --- | -------------------------------- | ------------------- | --------- |
| 21  | Dídac Plana                      | Torhüter            | Spanien   |
| 26  | Miquel Feixas                    | Torhüter            | Spanien   |
| 4   | André Coelho                     | Fixo (Verteidiger)  | Portugal  |
| 23  | Carlos Ortiz Jiménez             | Fixo (Verteidiger)  | Spanien   |
| 3   | Matheus Rodríguez Cézar da Silva | Ala (Flügelspieler) | Brasilien |
| 7   | Dyego Henrique Zuffo             | Ala (Flügelspieler) | Brasilien |
| 8   | Adolfo                           | Ala (Flügelspieler) | Spanien   |
| 9   | Sergio Lozano                    | Ala (Flügelspieler) | Spanien   |
| 18  | Marcenio Ribeiro da Silva        | Ala (Flügelspieler) | Brasilien |
| 2   | Bernat Povill                    | Ala (Flügelspieler) | Spanien   |
| 10  | Esquerdinha                      | Pivot (Stürmer)     | Russland  |
| 11  | Ferrão                           | Pivot (Stürmer)     | Brasilien |
| 17  | Jean „Pito“ Pierre Guisel Costa  | Pivot (Stürmer)     | Brasilien |
| —   | Jesús Velasco                    | Trainer             | Spanien   |

## Sponsoren
| Zeitraum  | Ausrüster | Sponsor              |
| --------- | --------- | -------------------- |
| 2007–2008 | Nike      | Senseit              |
| 2008–2010 | Nike      | Mobicat              |
| 2010–2015 | Nike      | Alusport             |
| 2015–2019 | Nike      | Lassa                |
| 2019–     | Nike      | Asistencia Sanitaria |

## Trivia
Am 6. Februar 2018 absolvierte Barcelona im Rahmen des Trainingslagers der deutschen Nationalmannschaft ein Trainingsspiel gegen diese, welches man mit 5:2 im Pavelló Poliesportiu Municipal gewinnen konnte.